# Grasduinen (Bredene)
De Grasduinen is een natuur- en recreatiegebied in de West-Vlaamse gemeente Bredene.
Het gebied is 9 ha groot, werd geopend in 2011 en vormt een enclave tussen de uitgestrekte campingterreinen welke zich tussen de kom van Bredene en de buurtschap Vosseslag bevinden. Het kan bereikt worden via een viertal fietspaden.
Naast de mogelijkheden tot het bedrijven van diverse vormen van sport is er ook een park en een hengelvijver.